# Ronnie Hilton
Ronnie Hilton est un chanteur britannique né le 26 janvier 1926 à Kingston upon Hull, dans le Yorkshire de l'Est, et mort le 21 février 2001 à Hailsham, dans le Sussex de l'Est.
Né Adrian Hill, il est très populaire au Royaume-Uni dans les années 1950 avec ses reprises de chansons américaines interprétées à l'origine par Bing Crosby, Eddie Fisher ou Perry Como. Il atteint le sommet du hit-parade en 1956 avec No Other Love (en).

## Discographie
- I Still Believe (1954) – no 3
- Veni Vidi Vici (1954) – no 12
- A Blossom Fell (1955) – no 10
- Stars Shine in Your Eyes (1955) – no 13
- The Yellow Rose of Texas (1955) – no 15
- Young and Foolish (1956) – no 17
- No Other Love (1956) – no 1
- Who Are We (1956) – no 6
- A Woman in Love (1956) – no 30
- Two Different Worlds (1956) – no 13
- Around the World (1957) – no 4
- Wonderful! Wonderful! (1957) – no 27
- Magic Moments (en) (1958) – no 22
- I May Never Pass This Way Again (1958) – no 27 (avec les Michael Sammes Singers)
- The World Outside (1959) – no 18 (avec les Michael Sammes Singers)
- The Wonder of You (1959) – no 22
- Don't Let the Rain Come Down (1964) – no 21
- A Windmill in Old Amsterdam (1965) – no 23[2]